# Pont tournant de Thunimont
Le pont tournant de Thunimont est un pont mobile français situé sur le territoire de la commune de Harsault, dans le département des Vosges.

## Géographie
Le pont tournant est établi au nord-est du hameau de Thunimont et permet le franchissement du Canal des Vosges. 

## Historique
Le pont tournant fut construit en 1880 en acier, et à fonctionnement manuel, Voies navigables de France l'a été récemment restauré et automatisé.

## Description
Le pont est métallique, sa voie centrale mesure 3 mètres de large et possède deux trottoirs. La largeur totale du pont est de 4 mètres pour 13,35 mètres de long.